# 金門交通カード
金門交通カード（きんもん-こうつう- ）は、中華民国の実効支配地域である福建省金門県で使用されている非接触型ICカードである。金門県のバスおよびフェリーの乗車・乗船に使用できる。台湾では台北の悠遊カードに次ぎ2番目に導入された非接触型ICカードである。2011年、システム切替の代替策として一卡通公司が推進していた一卡通に統合された。